# Língua poromonguetá
A língua tremembé (ou teremembé) é uma língua extinta do Brasil. Era falada pelo povo tremembé, que viviam no litoral, ao longo da costa de Ceará e Maranhão. Os tremembés eram descritos como tapuias, um termo pejorativo usado pelos tupis que significa "bárbaro". De acordo com John Alden Mason, a língua tremembé seria parte do tronco macro-jê.